# Vessző (botanika)
A vessző a fák és fás szárú növények egy tenyészidőszakot már megélt, lombját vesztett, fásodott szára. A hajtásból alakul ki. A két tenyészidőszakot megélt fásodott szár neve: cser.

## Háziipari fölhasználása
A hajlékony vessző ősi ipari alapanyag. Kosárfonásra, kasok, tárolóedények fűzésére használták. Ugyanerre a célra más növény is alkalmas, de a létrehozott termék nem olyan tartós. Például a gyékényből font kosár hamarabb tönkremegy. A kosárfonás, szőnyegszövés vesszőből, gyékényből jelentős néprajzi hagyatékkal is rendelkezik a Kárpát-medencében.

## Külső hivatkozások
- Vesszőfonás, gyékényfonás, a magyar néprajzban.